# Spanien i olympiska vinterspelen 1988
Spanien deltog med 12 deltagare vid de olympiska vinterspelen 1988 i Calgary. Ingen av landets deltagare erövrade någon medalj.